# Brunfelsia densifolia
Brunfelsia densifolia  es una especie de arbusto perteneciente a la familia Solanaceae. Se encuentra en América.

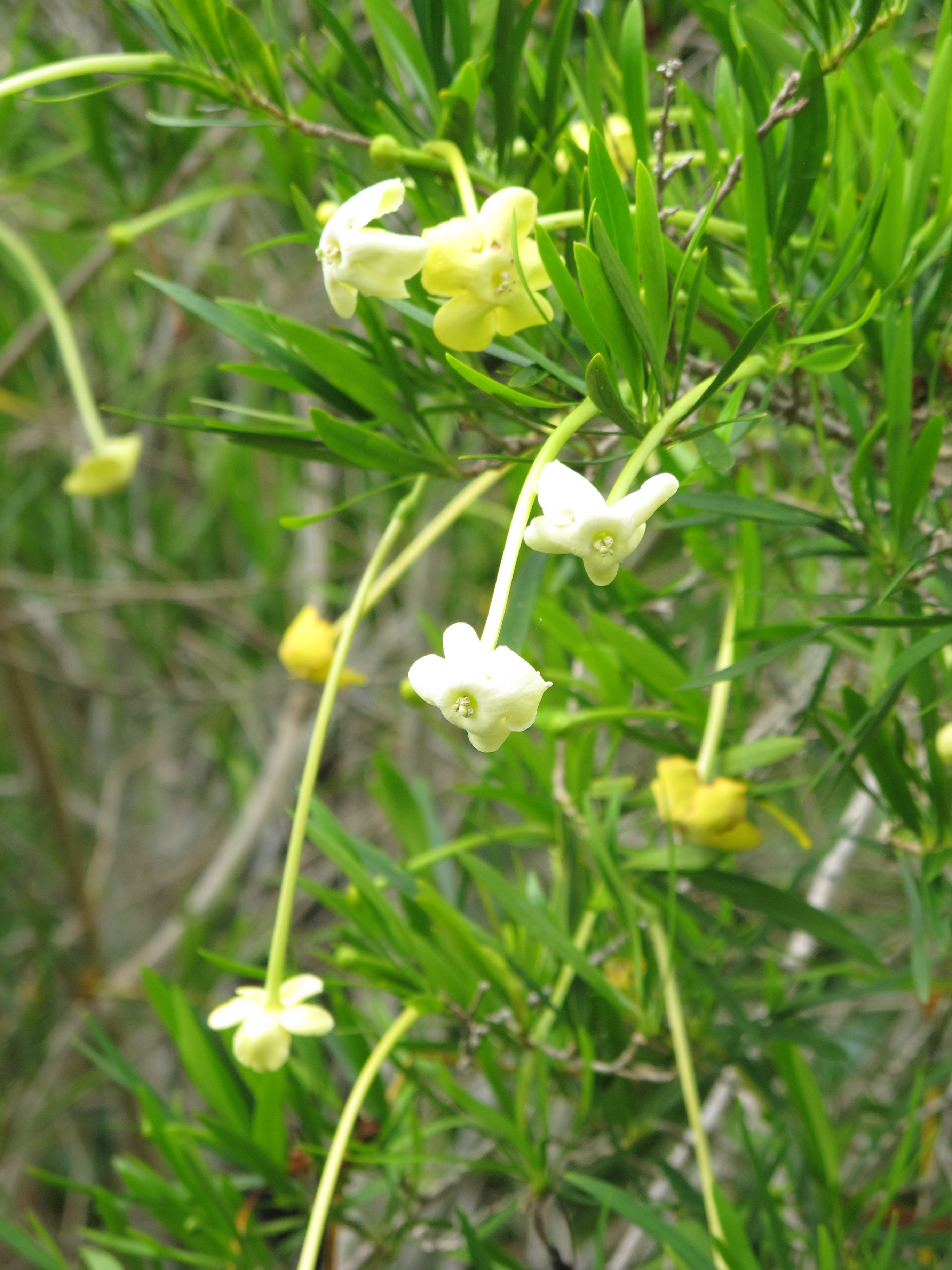
Vista de la planta

## Descripción
Brunfelsia densifolia es un árbol que alcanza un tamaño de hasta 6 a 10 m de altura, cuya tronco puede alcanzar un diámetro de 13 cm. Las plantas son completamente glabras. Las ramas son en forma de varilla, delgada y densa de  hojas. Estas son coriáceas, en forma invertida lineal oblongas a linear-lanceoladas o lineal de 5 a 10 cm de largo y de 5 a 10 mm de ancho, hacia el frente, son puntiagudas o romas. Las flores aparecen por separado y en fase terminal. El tallo de la flor es largo hasta 1 cm. El cáliz es acampanado estrecho y es de 6 a 7 mm de largo. El fruto tiene un diámetro de 1,5 a 2,5 cm,  es esférico en forma de huevo. En primer lugar, es de color verde, se vuelve a amarillo en la madurez. Las semillas son elípticas, de color marrón y de unos 4 mm de largo.

## Distribución y hábitat
Brunfelsia densifolia es endémica en la parte occidental de Puerto Rico antes. La especie crece allí en laderas de las montañas en altitudes entre 600 y 800 m sobre piedra serpentina.

## Toxicidad
Las raíces de varias especies correspondientes al género Brunfelsia contienen sustancias cuyo consumo puede provocar problemas en la salud humana según el compendio publicado por la Autoridad Europea de Seguridad Alimentaria en 2012. En concreto contienen alcaloides indólicos derivados de la Beta-carbolina como la harmina, la tetrahidroharmina, la harmalina, la manacina, la manaceína, y derivados del dimetiltriptamina y de la amidina tales como el pirrol 3-carboxamidina. 

## Taxonomía
Brunfelsia densifolia fue descrita por Krug & Urb.  y publicado en Notizblatt des Königlichen botanischen Gartens und Museums zu Berlin 1(10): 324. 1897.
Etimología
Brunfelsia: nombre genérico que fue otorgado en honor del herbalista alemán Otto Brunfels (1488–1534).
densifolia: epíteto latíno que significa "denso de hojas".